# 25124 Захрамааруф
25124 Захрамааруф (25124 Zahramaarouf) — астероїд головного поясу, відкритий 14 вересня 1998 року.
Тіссеранів параметр щодо Юпітера — 3,314.